# Heiliger Dorn

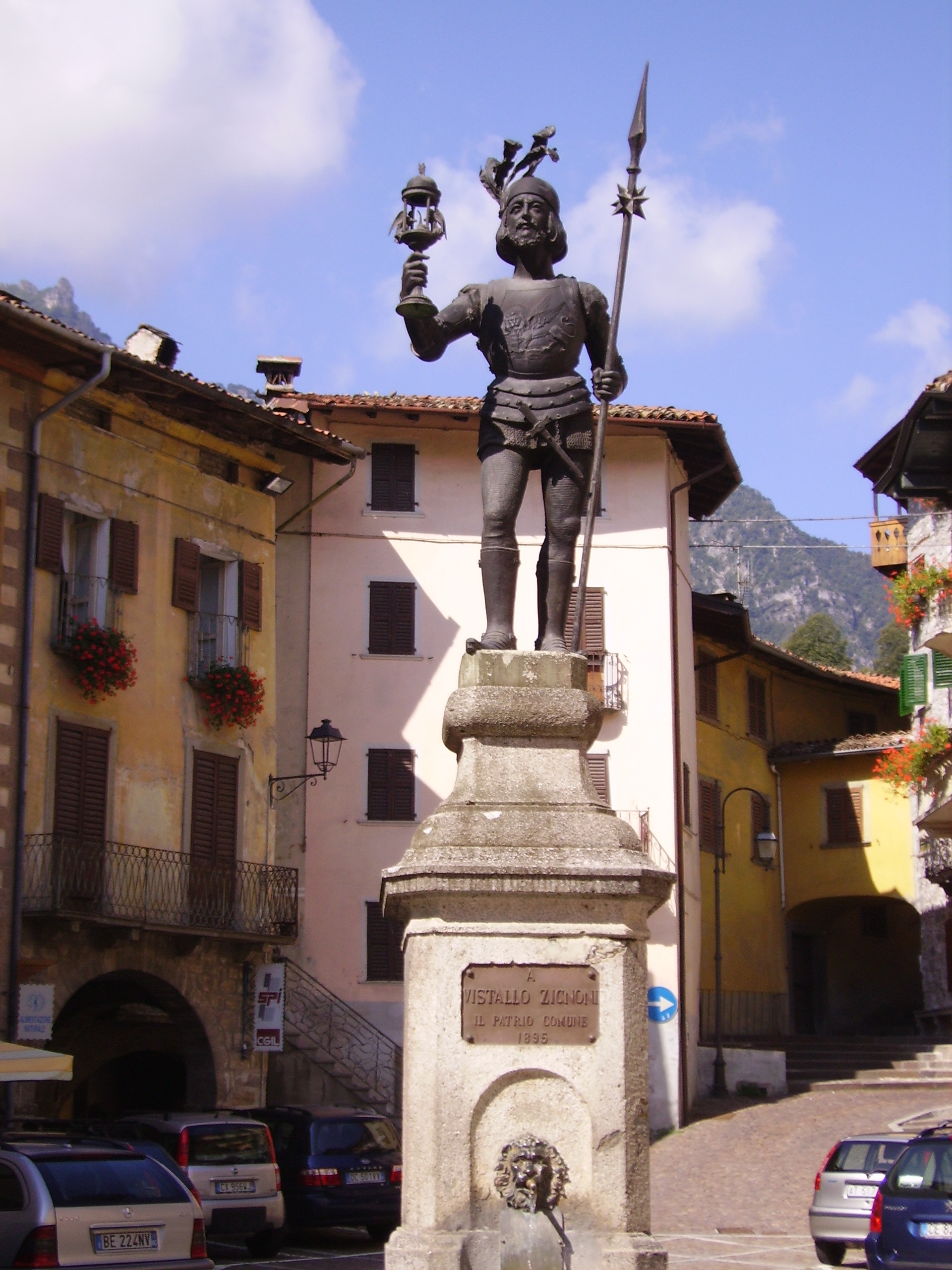
Zignoni-Denkmal in San Giovanni Bianco

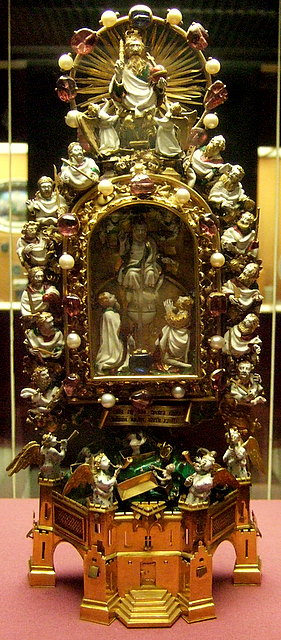
Heilig-Dorn-Reliquiar im Britischen Museum

Heilige Dornen, die aus der Dornenkrone Christi stammen sollen, sind eines der Leidenswerkzeuge Christi (auch: Passionswerkzeuge, lateinisch: Arma Christi‚ Waffen Christi). Als Reliquien werden sie an vielen römisch-katholisch geprägten Orten kultisch verehrt und meist in kostbaren Reliquiaren (Reliquienbehältnissen) aufbewahrt.

## Bedeutung
Gemäß biblischer Passionsberichte  wurde Jesus im Laufe seiner Kreuzigung eine Dornenkrone aufgesetzt. Diese Dornenkrone soll nachfolgend einige Dornen verloren haben, die als wichtige Reliquien verehrt werden. Einige Dornen gingen unter, wurden verkauft oder als Geschenke verteilt. So ist bereits von Kaiser Justinian (482 – 565) bekannt, dass er Dorn-Reliquien an hohe Würdenträger verschenkt hatte.

## Verlauf
Die überlieferte Form der Krone wird in den Evangelien als Kranz angegeben, so wie sie auch der Reliquie der Dornenkrone in der Notre Dame entspricht. Diese Reliquie wurde einst von König Ludwig IX., „dem Heiligen“, aus Konstantinopel gekauft und nach Frankreich transportiert. Auf der Reise von Konstantinopel nach Frankreich hatten sich ca. 60 Dornen aus dem Reif gelöst. Diese Dornen ließ Ludwig der Heilige auf Kirchen und Kathedralen seines Reiches verteilen. Während der Französischen Revolution wurde die Dornenkrone zum Schutz im Vatikan aufbewahrt. Dort wurde sie in zwei Teile getrennt. Während der eine Teil sich noch im Vatikan befindet, so ist der andere wieder in Paris. Die dortige Dornenkrone besteht aus einem Binsenreif, in den ca. 12 Zweige eines Dornstrauchs eingeflochten sind. Es kommen verschiedene Pflanzenarten in Frage, die mehrere Zentimeter lange Dornen aufweisen, unter anderem Ziziphus vulgaris, Paliurus spina-christi Mill. oder Ziziphus spina-christi (L.) Desf.
Es wäre auch denkbar, dass die Form der Dornenkrone der eines Hutes glich, wie es die Verletzungsspuren auf dem Turiner Grabtuch zeigen. In diesem Fall würde die Anzahl der Dornen höher als bei einem Kranz liegen.

## Anzahl der Dornen in der Dornenkrone
Sowohl die Pflanzenart der Dornenkrone als auch die Anzahl der Dornen wurde historisch nicht überliefert. Bei Dornen von Rosen (bei Rosen eigentlich Stacheln; Gattung Rosa, Familie Rosengewächse, Rosaceae) liegt geschätzt eine Dornendichte von ca. 1 Dorn pro cm Pflanzenzweig vor. Wird für einen Dornenkranz von ca. 60 cm Kopfumfang und ca. 5 Windungen ausgegangen, so ergeben sich bis zu 300 Dornen. Die tatsächliche Dornenanzahl dürfe jedoch geringer gewesen sein. Der römisch-katholischen Nachrichtenagentur Zenit zufolge sollen Wissenschaftler mehr als 700 „heilige Dornen“ in aller Welt katalogisiert haben. Da viele Dornen auch verschollen oder untergegangen sind, wird davon ausgegangen, dass es sich bei vielen heiligen Dornen um „Reliquien dritter Klasse“ (also Dornen, die durch die Berührung mit einem echten Fragment „erster Klasse“ geweiht wurden) oder um Fälschungen handelt.

## Dornen aus der Dornenkrone
Es ist denkbar, dass nach der Kreuzigung Jesus Teile oder die gesamte Dornenkrone gesichert wurde. Bereits in der biblischen Apostelgeschichte wurde berichtet, dass Gläubige bei einer anderen Gelegenheit Tücher vom heiligen Paulus wegnahmen und diese dann auf die Kranken legten, die geheilt wurden. (Apg 19,12 ). Daher wird angenommen, dass auch bei Jesus nicht nur die Dornenkrone, sondern auch die einzelnen Dornen verehrt wurden.

## Orte der Verehrung (Auswahl)
(siehe auch den Artikel Leidenswerkzeuge)
Heilige Dornen gelten als wichtige Reliquien. Durch Kriege, Kreuzzüge oder gesellschaftliche Umbrüche sind die angeblich aus der Dornenkrone stammenden Dornen  auf der ganzen Welt verstreut. Besonders viele Reliquiare finden sich in Italien, Frankreich und Deutschland.
Die Liste der bekannten Dorne ist unter Liste der Heiligen Dorne zu finden.

## Verschollene oder untergegangene Heilige Dorne
Im Zuge von Kriegen, Revolutionen oder Reformationen sind zahlreiche Reliquien vernichtet worden oder sind nicht mehr auffindbar.
- Schwerin: Dieser Dorn aus der Dornenkrone Christi wurde durch König Ludwig des Heiligen von Frankreich zwei Jahre vor dem Tode Bischof Rudolfs I. 1260 in Paris dem Schweriner Dom übergeben. Der Dorn ist dort nicht mehr auffindbar, es wird vermutet, dass er gemeinsam mit einer Reliquie des heiligen Bluts um 1550 von Herzog Johann Albrecht verbrannt wurde.[8] Ebenfalls möglich ist es, dass der Dorn in das ca. 80 km entfernte Rostock gebracht wurde, wo sich noch heute ein Heiliger Dorn befindet.

## Zungendorn
In einigen Bildnissen (z. B. dem Gnadenbild mit Ecce homo (Klagenfurter Haupt)) ist Jesus mit einem Dorn in der Zunge, dem Zungendorn, abgebildet. Darüber hinaus existieren Gebetszettel, die beschreiben, dass Jesus bei seiner Kreuzigung von dem Peiniger Dany einen Dorn aus der Krone durch die Zunge gespießt bekommen hatte. Dieser Dorn war so lang, dass Jesus seine Zunge nicht zurückziehen konnte. Einem anderen Peiniger war dieses Leid für Jesus zu viel und er zog den Dorn aus der Zunge heraus und warf ihn auf den Boden, so dass er nicht mehr greifbar war.

## In der Kunst
- Heilig-Dorn-Reliquiar, Britisches Museum, London
- Volterrano: Pala delle Sacre Spine, 1669, Öl auf Leinwand, 250 × 160 cm, Volterra, chiesa di Sant'Agostino